# Византийская историография
Византийская историография — совокупность исторических сочинений византийских авторов.
В византийской литературе искали и находили обильную жатву для восстановления и объяснения произведений классической древности, для пополнения сведений о древних авторах, в отрывках и цитатах, приводимых позднейшими писателями. Эта служебная роль, насильственно навязанная византийской литературе, весьма невыгодно отозвалась на постановке доступного изучению материала, ибо лишала исследователей настоящей исторической перспективы. Главнейшими последствиями этого было то, что большинство исследователей или совсем упустили из виду, или оставили без надлежащей оценки самостоятельные и оригинальные роды и виды литературы, не отметили процессов развития, периодов подъёма и упадка, вообще таких признаков литературной производительности, которыми свидетельствуется её самостоятельное развитие и отзывчивость к условиям времени и политическим обстоятельствам. Рассматривая византийскую литературу с точки зрения родов прозы и поэзии, мы находим в высшей степени расчлененными оба эти рода. К группе исторической следует отнести, кроме историков в собственном смысле, литературу житий, ораторские произведения, письма, сочинения по археологии.

## Исторические сочинения
Византийская историография, сохраняя хорошие традиции классических авторов, весьма чутко относится к переменам мировоззрения и носит явные следы различных ступеней культурного развития. Хотя деление историографии на хронику и историю своего времени значительно способствует рассмотрению частностей, но в то же время оно мешает цельности взгляда. Развитие историографии идет параллельно историческим периодам.

### Ранний период
Во главе переходной эпохи к византинизму стоит имя историка Прокопия, современника Юстиниана, который в такой же мере служит источником для истории своего времени, в какой сам, по своим верованиям и идеалам, является представителем своей эпохи. Пользуясь хорошими историческими образцами в методе изложения своего материала (Геродот, Фукидид, Полибий), Прокопий в оценке исторических фактов и характеристиках деятелей представляет любопытный образец борьбы старого, античного мировоззрения с новым, христианским. Прокопий имеет такое же значение для истории Востока, как Григорий Турский для Запада.
Как типический представитель историографии конца VI и начала VII века должен быть назван Феофилакт Симокатта, после которого историческая традиция обрывается на довольно значительный период. Особая форма обработки исторического материала проявляется во всемирных хрониках. Этот отдел историографии, развивающийся по преимуществу в монастырских кельях и выражающий собой церковные идеалы и народные воззрения, имеет в глазах историка важное значение, как показатель культурного состояния эпохи. Сюда относится хроника Иоанна Малалы, писателя VI века, получившая громадное распространение через латинские и славянские переводы и послужившая образцом для составителей позднейших хроник. К тому же роду принадлежит так называемая «Пасхальная хроника» (VII века), составляя вместе с предыдущей тип летописи подготовительного периода.

### После иконоборчества

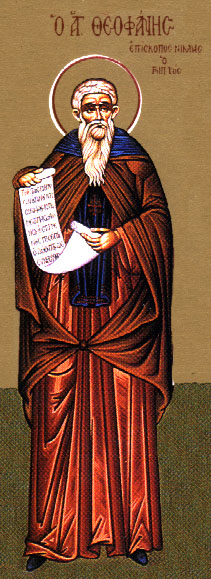
Феофан Исповедник

После довольно значительного перерыва, захватывающего часть VII и всё VIII столетие, историография вновь оживает в лице двух составителей хроник: Феофана и Георгия Амартола, писавших в IX веке. Оба могут быть названы лучшими представителями своей группы, оба имели множество подражателей, которые не имеют и другого имени, как продолжателей (continuator) их. Лучшая сторона названных историков состоит в том, что они не чуждаются интересов, волновавших светское общество, стоят на высоте современного им движения философской мысли (по преимуществу Георгий), стараются вводить в литературный язык струю народного говора и народных выражений (Феофан), и оба одинаково представляют собой горячих борцов за те идеи, которыми одушевлено было большинство современников. Хроника Георгия, переведенная на славянский язык, сделалась одним из богатейших источников сведений по истории, этнографии и метафизике между сербами, болгарами и русскими. Для изучения истории иконоборческого периода Феофан и Георгий — важнейшие сохранившиеся историки. К ним примыкает патриарх Никифор, умерший в первой половине IX в. и написавший «Сокращенную историю» (от 602 по 769 год), имеющую важное значение для иконоборческого периода.

### При Македонской династии
Со вступлением на престол Македонской династии получают весьма заметное напряжение как другие литературные роды, так и историография. В особенности с X века последняя нашла себе могущественные и разнообразные поощрения в собственных литературных трудах и широких научных предприятиях Константина Порфирородного. В громадной литературной производительности того времени, подводившей итоги старому, уцелевшему из древних периодов, нелегко с точностью обозначить, что принадлежало самому Константину и что предпринято под его покровительством и исполнено по его мысли другими.

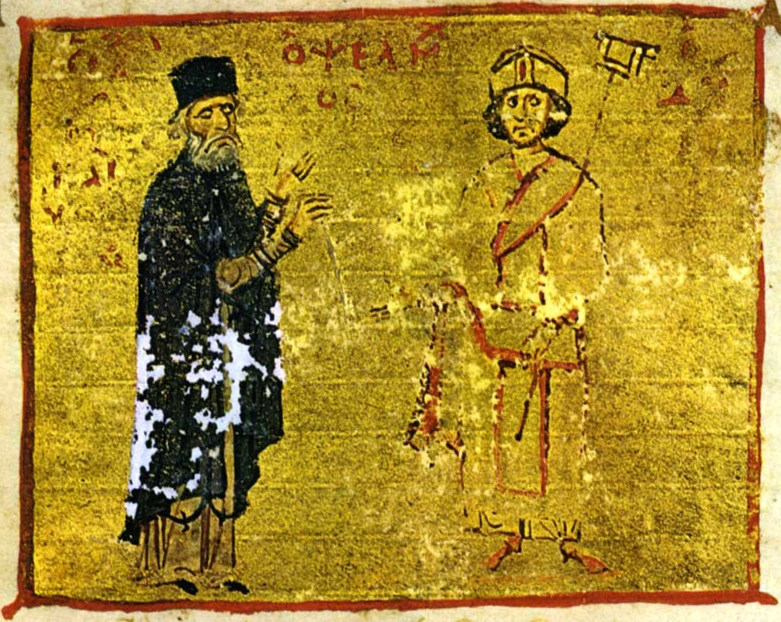
Михаил Пселл со своим учеником, императором Михаилом VII

Не говоря о громадной исторической энциклопедии, в которую должны были войти образцовые писатели всех времен, Константин вызвал появление множества исторических произведений, с одной стороны, продолживших историю Византии с того времени, на котором остановились Феофан и Георгий Амартол, с другой же — посвященных специально истории X века. Так называемые продолжатели Феофана (813—961 годы) являются историографами царей Македонского дома и не свободны от пристрастия; до известной степени сообщаемые ими сведения могут быть проверяемы на основании источников, бывших в их распоряжении (Генезий, Логофет) и историков X века — Льва Грамматика и Симеона Магистра. В смысле исторической техники, полноты, живости и наглядности изложения особенно выдаются сочинения, обнимающие небольшие периоды или отдельные эпизоды. Сюда относятся: Генезий, изложивший историю от 813 по 886 год, «Завоевание Фессалоники» Иоанна Камениаты, Лев Диакон, написавший историю своего времени (959—975 годы). Несмотря, однако, на оживление историографии при Константине Порфирородном, последние цари Македонской династии не имеют историков своего времени, почему конец X и первая половина XI века остаются довольно темным периодом в истории. Скилица, Михаил Атталиата и Михаил Пселл стоят на границе следующего периода.

### Расцвет при Комнинах
Высшего блеска историография достигает при царях из дома Комнинов. За неё берутся образованнейшие люди времени; исторические труды их отличаются живостью изложения, мастерскими характеристиками лиц и положений, искусством в композиции и широким политическим кругозором. Византия в эту эпоху хорошо ознакомилась с Западом посредством сношений с крестоносными вождями, и лучшие люди того времени должны были дать себе строгий отчет в национальных задачах византийского государства и в причинах розни между латинским Западом и греко-славянским Востоком. Описывая в большинстве случаев историю своего времени, писатели этого периода вносят в своё изложение много субъективного элемента и сообщают массу превосходного материала для культурной истории.

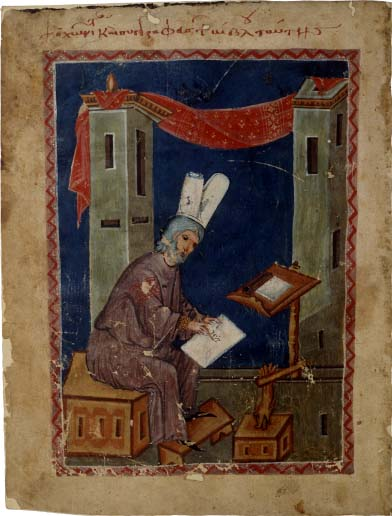
Никита Хониат

В самой семье царей Комнинов было несколько лиц с литературным именем. Анна Комнина, дочь Алексея I, составила описание времени своего отца, продолжив этим исторический труд кесаря Никифора Вриенния, своего мужа. За Анной следуют Иоанн Киннам, секретарь императора Мануила, изложивший историю Иоанна и Мануила Комнинов, и в особенности Никита Хониат, которому принадлежит история Комненов от смерти Алексея до завоевания крестоносцами Константинополя (1118—1206). Занимая высшие государственные должности и лично вникая в политические события, будучи притом образованным и начитанным в литературе своего времени, Никита представляет образец историка, которому не чужды и богословская тайна, и философская проблема, и политическая интрига, и который знакомит читателя со всеми вопросами, волновавшими общество. Упомянутые писатели могут быть названы характерными представителями византийской историографии. К тому же времени относятся следующие историки: Георгий Кедрин, Иоанн Зонара и Михаил Глика.
Чрезвычайное потрясение, испытанное империей вследствие латинского завоевания, вообще парализовало литературную производительность; историческая муза, по выражению одного современника, стыдилась воспевать дела варваров. Тем не менее Никейская империя имеет своего официального историка в лице Георгия Акрополита, который сам принимал деятельное участие в политических делах и по своему образованию стоял на высоте задач, какие можно предъявлять к историку. Особенно любопытным явлением этого периода нужно признать «Морейскую хронику», описывающую судьбы Греции под господством французских крестоносцев. Автор этой хроники не только оказывается трезвым бытописателем, но обнаруживает ещё редкую наблюдательность к таким фактам и отношениям, какие обыкновенно проходят мимо историка. Самыми важными чертами хроники нужно признать описание способов распределения земель и участков между завоевателями, определение прав завоевателей к побежденным и наконец известия о славянах в Южной Греции.

### Заключительный период

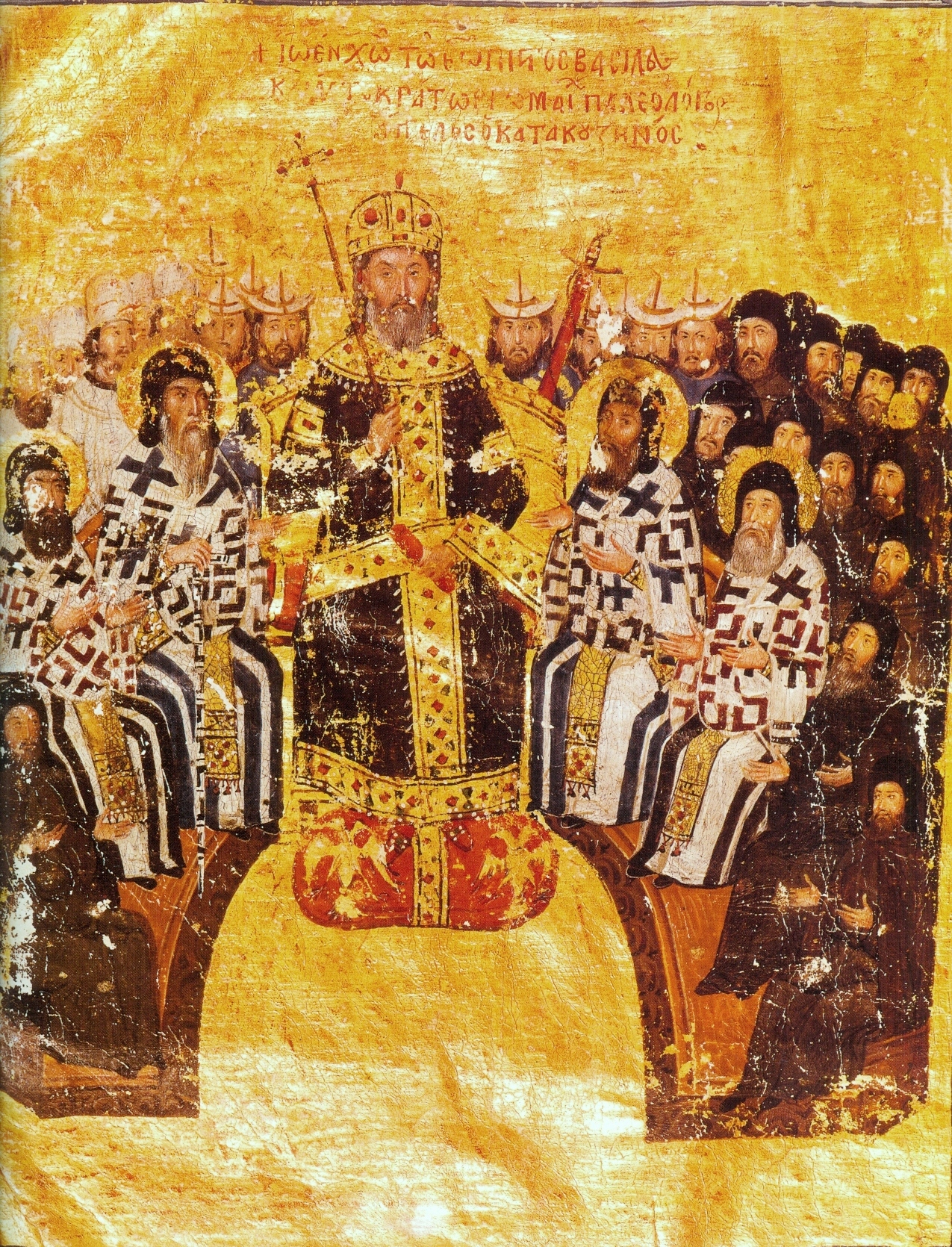
Иоанн Кантакузин

Последний период охватывает время Палеологов до турецкого завоевания. Существенной чертой в историографии, как и в политической жизни времени, является церковный вопрос: догматические споры и изложение неправд латинской церкви часто наполняют целые страницы исторического труда. Хотя это направление замечается уже у историков эпохи Комнинов, но там оно не выдвигается на первый план и не переходит в изложение соборных деяний. Более видные представители историографии суть в то же время энциклопедисты того времени, интересовавшиеся богословием, философией, астрономией, риторикой. Вследствие этого история, являясь выразительницей культурного состояния эпохи и будучи в то же время как бы привилегией высших классов, перестает служить отражением народных начал и переходит в историю борьбы партий. К этому периоду относятся: Георгий Пахимер, Никифор Григора, наконец, Иоанн Кантакузин. Дух партии и тесный круг наблюдаемых фактов ставят произведение последнего скорей в разряд биографий, чем исторических произведений.
Для истории постепенного увеличения могущества турок и завоеваний их на Балканском полуострове мы имеем трех писателей. Лаоник Халкокондил, единственный историк афинского происхождения, перенес центр тяжести исторического изложения с эллинского мира на турецкий и показал в блестящей картине процесс возвышения османов на счет греков и славян. Искусное расположение материала, трезвая оценка исторических фактов и, наконец, умение выделить и осветить более важные события — составляют отличительные качества этого историка. Дука и Георгий Сфрандзи по преимуществу имеют значение для характеристики византийского самосознания перед завоеванием турками Константинополя и в ближайшее за тем время.

## Житийная литература
Исторический род далеко не исчерпывается приведенными писателями. Всего ближе к нему подходит обширная литература житий. Овладеть этим громадным материалом и поставить его в связь как с развитием историографии, так и с переменами, постепенно происходившими в самосознании византийского общества, составляет далеко ещё не разрешенную задачу. Нередко в литературе житий можно находить дополнения по весьма существенным фактам внешней и внутренней истории, пропущенным в историографии; в особенности же жития представляют далеко не исчерпанный материал для характеристики быта, семейных отношений, условий экономической жизни как всех вообще классов общества, так в особенности и сельского. Жизнь провинций, так мало исследованная, находит себе освещение именно в этом литературном роде. Укажем более важные и типические жизнеописания. Димитрий Солунский, патрон и защитник Солуни против внешних врагов, принимает живое участие во всех важнейших событиях провинции. Обширный ряд чудес, прилагаемый к жизнеописанию его, сообщает новые и любопытные черты к славянской истории; антагонизм между греческим и славянским населением Македонии, между центром и провинциями империи — важнейшие черты в этом житии (перенесение иконы великомученика в Константинополь). Для истории провинциальной жизни важны жизнеописания: св. Нила (Южная Италия), Луки Фокидского и Николая Метаноита. Последние два знакомят с обширными размерами славянского движения против греков при Симеоне и Самуиле Болгарских (X и XI столетия). Главнейшие моменты напряжения в сфере религиозной жизни выдвигали целый ряд подвижников и угодников. Особенным обилием отличается литература житий IX и X вв., посвященная жизнеописаниям новых исповедников, пострадавших за святые иконы. Одни из этих житий имеют особенную важность для иконоборческой эпохи: Стефана Нового, Феодора Студита, патриархов Тарасия, Никифора и Мефодия; другие получают специальное значение для древней русской истории: Иоанна Готского, Георгия Амастридского, Стефана Суражского. — В X веке научная деятельность, нашедшая поощрение в литературных предприятиях Константина Порфирородного, коснулась и агиографической области. На этом поприще громадные заслуги оказаны знаменитым Симеоном Метафрастом, который частью редактировал, частью вновь составил огромное число житий святых. Главнейшие монастыри состязались между собой в производительности по части агиографии и выработали особые направления и школы (Студийская). Жизнеописания иногда достигают высокой степени реальности, жизненной правды и исторической ценности. Таковы: жизнь патриарха Игнатия, Евфимия, царицы Феофании, супруги Льва Мудрого. После образцов, данных в литературе житий X веком, трудно было бы ожидать дальнейшего движения в том же направлении: эпоха Комнинов и период франкского господства действительно не оставили значительных следов в агиографии.
Близкое отношение к предыдущему роду имеют ораторские произведения духовного и светского красноречия, похвальные слова и надгробные речи. Известно, что ораторская муза оказала весьма важные услуги истории; можно утверждать, что ораторские произведения составляют в некоторых случаях первый способ закрепления на письме только что совершившегося исторического факта. Какое обширное применение имел этот род литературы в Византии, показывает то обстоятельство, что часто весьма отвлеченные предметы богословского и философского характера трактуются в форме торжественных речей (λόγος) и состязаний между представителями двух противоположных мнений (διάλογος). Легко отсюда понять, как разнообразна эта литература, которую можно наметить лишь в самых общих и главных видах. Прежде всего следует назвать "слова" и "прения", или состязания, направленные к выяснению богословских и философских вопросов. Эта весьма популярная форма может быть прослежена через всю историю Византии; образцы её даны диалогами против иудеев и магометан, начинающимися с иконоборческого периода и продолжающимися в последующее время, пока иудейская и магометанская ученость посягала на христианские догматы. Затем с XI века получают распространенность "прения" с латинянами и армянами, которые продолжаются до турецкого завоевания. Диалогическая форма применяема была и к местным потребностям, как средство борьбы с противниками на почве богословской, философской и литературной. Таковы диалоги Сотириха (XII в.) и Григоры (XIV в.). Применение ораторского искусства к политическим и историческим целям больше всего заметно в период Комнинов, хотя и ранее можно указать произведения духовного красноречия, открытие которых бросило новый свет на историю Византии; вспомним, например, беседы Фотия на "нашествие" Руси. Но в период Комнинов ораторская муза достигла наибольшей высоты и по своему значению приблизилась к истории. Без торжественных слов, похвальных и надгробных речей время Комнинов и Ангелов не могло бы быть выяснено со стороны хронологии и значения отдельных фактов военной истории. Лучшими представителями этого рода служат слова и речи Никиты и Михаила Акоминатов, Евстафия Солунского. Век Палеологов также находит себе освещение в ораторских произведениях Никифора Хусина (конец XIII и начало XIV в.), Димитрия Кидониса (XIV в.), патриарха Филофея и др. — Особый научный интерес представляет проблема об отношении ораторских произведений к житиям.

## Эпистолография
Довольно важное значение имеет эпистолография, историю которой можно проследить с VIII по XV столетие. Этот род литературы вводит в интимную жизнь общества, дает хороший критерий для оценки правительственных мероприятий, наконец, знакомит с такими сторонами жизни, в особенности провинциальной, которые не могли быть подмечены в других видах литературы. Само собой разумеется, тем важнее переписка, тем интересней её содержание, чем ближе к правительственным сферам стоят переписывающиеся лица и чем более и глубже затронуты перепиской политические, административные и литературные вопросы. И нужно сказать, что потомству передавались и сохранялись в копиях именно такие письма, которые имели, так сказать, публицистический характер и, может быть, самими авторами предназначались для опубликования. Этим определяется и характер эпистолографии, и приличествующее ей место в литературе. Главнейшими её представителями могут быть названы такие лица, переписка которых или освещает целые исторические периоды, или раскрывает почти не затронутые летописью вопросы. Такова громадная переписка Федора Студита, неутомимого борца против иконоборческой системы, со всем жаром энергии возбуждавшего в своих учениках и почитателях дух твердости и надежды на торжество гонимых иконоборцами начал. Совершенно другое значение имеют письма патриарха Николая Мистика († 925). Он переписывается с Симеоном Болгарским, с царем Романом I Лакапином, с магометанскими эмирами, с Папой и многими высокопоставленными лицами. Эта переписка по преимуществу разъясняет политические отношения, церковные вопросы и свидетельствует о культурной миссии В. на Востоке. Таково же, говоря вообще, значение переписки патриарха Фотия. В XI веке самыми крупными представителями этого рода нужно назвать Феофилакта Болгарского (важнейшая сторона его переписки — это административное и культурное положение порабощенной Византией Болгарии) и Михаила Пселла, письма которого важны в том же отношении для остальных провинций империи. Трудно представить что-нибудь выше переписки образованнейших людей эпохи Комненов — братьев Никиты и Михаила Акоминатов. Двумя чертами можно обозначить значение этой переписки: административное и культурное положение Греции в конце XII века и значение латинского завоевания для национального самосознания эллинов. Ни в каком другом литературном роде эти черты не отмечены так рельефно и полно, как здесь. Письма Никифора Хусина, Мануила Палеолога и других писателей времени Палеологов остаются большей частью в рукописях. Лебединая песня эпистолографии посвящена описанию ужасов турецкого завоевания. Письма того времени, и во главе их — письма русского митрополита Исидора, должны быть признаны лучшим источником для будущей истории падения Константинополя.

## Археологические трактаты
Занятия древностями в смысле изучения или описания памятников языка и письма, монументальных памятников, административной системы, военного дела, истории наук и т. п. составляли не только предмет ученой любознательности, но вызывались потребностью сохранить для потомства хотя бы некоторые следы того, что угрожало прийти в забвение. Это обращение к древности особенно заметно в IX и X веках; в энциклопедических сборниках того времени, принадлежащих патриарху Фотию и Константину Порфирородному, сохранились многие памятники языка и письма, которые без подобных энциклопедий утратились бы безвозвратно. Монументальные памятники Константинополя описаны в анонимных сочинениях Τά πάτρια τής Πόλεως, сохранившихся в редакциях XI в., но некоторыми частями восходящих к VI и VII векам (Banduri, "Imperium Orientale"), а равно в истории Н. Акомината (ed. Bonnae, "De signis Constantinopolitanis"). История административных учреждений, в частности придворных обрядов, изложена в сочинениях Константина Порфирородного: "De Thematibus", "De Ca erimoniis", "De administrando imperio". Тому же предмету посвящено сочинение Кодина "De officiis". Изучение археологических трактатов, включенных в упомянутые сочинения Константина, до сих пор ещё не было предпринимаемо; между тем, в них заключается ключ к пониманию оригинальных учреждений византийского государства. По истории военного дела известны трактаты, имеющие в заголовках имена Маврикия, Льва, Никифора, Константина и Алексея. Но большинство трактатов по военной истории остается в рукописях и ждет своей обработки. Исследования в области наук трудно обозначить даже в самых общих чертах. Занятия математикой, астрономией, геометрией приобретают значительное напряжение в век Палеологов; сюда относятся труды Влеммады, Георгия Пахимера, Федора Метохита и Никифора Григоры.

## Поэзия
Оригинальный характер византинизма проявился в содержании и направлении поэтического творчества. На первом месте здесь стоит церковная поэзия, в которой Византия не имеет себе соперников. Даровитейшими представителями в области церковных гимнов являются: Роман Сладкопевец (VI в.), Андрей Критский, Иоанн Дамаскин и Косьма Иерусалимский. Чтобы судить о значении этого рода литературы, достаточно вспомнить, что вместе с распространением греческого богослужебного обряда у славян, грузин, армян церковная поэзия воспринята была на всем пространстве, где господствует греческая церковь.
Народная поэзия развивает частью сюжеты, общие с западноевропейской народной поэзией, частью специальные. Одним из важнейших видов поэтической народной литературы следует назвать народный эпос, воспевающий подвиги знаменитых героев и важнейшие события истории. Это — род chansons de geste, исполняемых странствующими рапсодами. Таковы поэмы об Акрите, о завоевании Константинополя и Афин турками, песни о Велизарии. — Между поэтами исторического цикла известны: Георгий Писида, современник Гераклия (ему принадлежат: 1) Поход против персов, 2) Поражение аваров и персов под стенами Константинополя, 3) Гераклиада); Феодосий, живший в X в. и воспевший завоевание Крита у арабов; Иоанн Геометр — подвиги Никифора Фоки и Иоанна Цимисхия; Ф. Продром (XII века), составитель од, сатир и эпиграмм, которые живыми чертами изображают современное общество; Мануил Фил (XIV в.), плодовитейший поэт, упражнявшийся в трагедии и драме, а также в лирике; множество произведений его посвящено современным ему лицам и событиям; Н. Григора, Г. Лапифа, Акиндин —бичевавшие сатирой современные им религиозные заблуждения; наконец, многочисленные составители плачей (θρήνοι) на падение Константинополя. — Довольно обширный отдел поэзии представляет обработка сюжетов, заимствованных частью из древнего периода, частью из западноевропейской жизни; животный эпос и физиолог достигает также значительной обработки.